# Zeller Berg (Ruhpolding)
Der Zeller Berg (1065 m ü. NHN) ist ein Berg der Chiemgauer Alpen in der oberbayerischen Gemeinde Ruhpolding.

## Etymologie
Der Zeller Berg, auch Zellerberg, ist nach der Ruhpoldinger Ortschaft Zell benannt, welche an seinem Südfuß gelegen ist.

## Geographie
Der Gipfel des Zeller Bergs befindet sich 1,7 Kilometer östlich des Ortskerns von Ruhpolding (Bahnhof 656 m) und erhebt sich 400 Meter über den Talgrund. Der stark bewaldete Berg besitzt nur an seinem Nordwestrücken zwei kleinere Felsvorsprünge. Eine größere Lichtung ist die an der Südseite gelegene Wittelsbacher Höhe, die einen sehr guten Aussichtsplatz über den Ruhpoldinger Talkessel darstellt. Siedlungsrodungen ziehen bei Brandlberg und Brandl an der Westseite bis auf über 850 Meter Höhe den Berg hoch. Von Obereben auf der Südostseite ausgehende Rodungen erreichen sogar 900 Höhenmeter.
Der Zeller Berg steht mittels eines nach Norden laufenden Rückens mit dem Zinnkopf (1228 m) in Verbindung und wird von ihm durch eine kleine, 949 Meter hohe Einsattelung südlich der Rabenmoosalm abgetrennt. Von der Rabenmoosalm zweigt nach Nordwesten ein 990 Meter hoher Höhenzug ab, der zum Nordwestrücken des Zeller Bergs parallel läuft und bei Vordermiesenbach endet. Aufgrund vergleichbarer geologischer Gegebenheiten kann er noch zum eigentlichen Zeller Berg hinzugerechnet werden.

### Zugang
Der höchste Punkt des Zeller Bergs besitzt seit 2019 ein kleines schmiedeeisernes Gipfelkreuz mit Tisch und Bänken. Trotz des Baumbewuchses besteht ein recht guter Tiefblick in den Ruhpoldinger Talkessel und eine sehr schöne Aussicht nach Westen zum Hochfelln, zu den nordwestlichen Ruhpoldinger Bergen und sogar zum Chiemsee. Zu erkennen sind ferner der Unternberg, der Eisenberg, gerade auch noch die Hörndlwand und der Gurnwandkopf, im Hintergrund der Zahme Kaiser und der Hochgern. Der Hauptgipfel kann nur weglos bzw. unmarkiert erreicht werden – entweder von Westen über einen Steig von Brandl (Brandler Alm), der in Kehren entlang des Brandler Bachs bis auf 975 Meter hochzieht, oder von der Einsattelung an der Rabenmoosalm über eine Forststraße und anschließendem Steig, der unweit nördlich des Gipfels bei 1025 Meter endet. Zur Rabenmoosalm führen Forststraßen aus dem Windbachtal, der direkte Zugang zu ihr erfolgt jedoch über einen Steig von Bojern. Von Bojern aus kann auch eine direkte Überschreitung des Nordwestrückens auf einem unmarkierten Weg durchgeführt werden. Hierbei wird noch vor dem Hauptgipfel der 992 Meter hohe Vorgipfel angetroffen, an welchem sich seit 2014 das Gipfelbuch befindet. Abgestiegen wird vom Hauptgipfel dann auf dem Südostrücken bis zur Forststraße oberhalb von Obereben.

### Hydrographie
Der Zeller Berg liegt vollständig im Einzugsgebiet der Weißen Traun. Er wird auf seiner Ostseite vom Windbach und seinen Nebenbächen entwässert, welcher bei Grashof rechtsseitig in die Weiße Traun mündet. Die Südseite durchziehen zwischen Infang und Leiten mehrere kleinere Gräben, die entweder rechtsseitig in den Windbach einfließen oder gar abflusslos enden. Die Westseite wird vom Brandler Bach drainiert, der sich bei Brandlberg rechtsseitig in die Weiße Traun ergießt. Der westlich unterhalb der Rabenmoosalm entspringende Wiedmoosgraben verläuft entlang der Nordwestgrenze des Zeller Bergs. Auch er ist ein rechtsseitiger Nebenfluss der Weißen Traun und mündet unterhalb von Bojern.

## Geologie

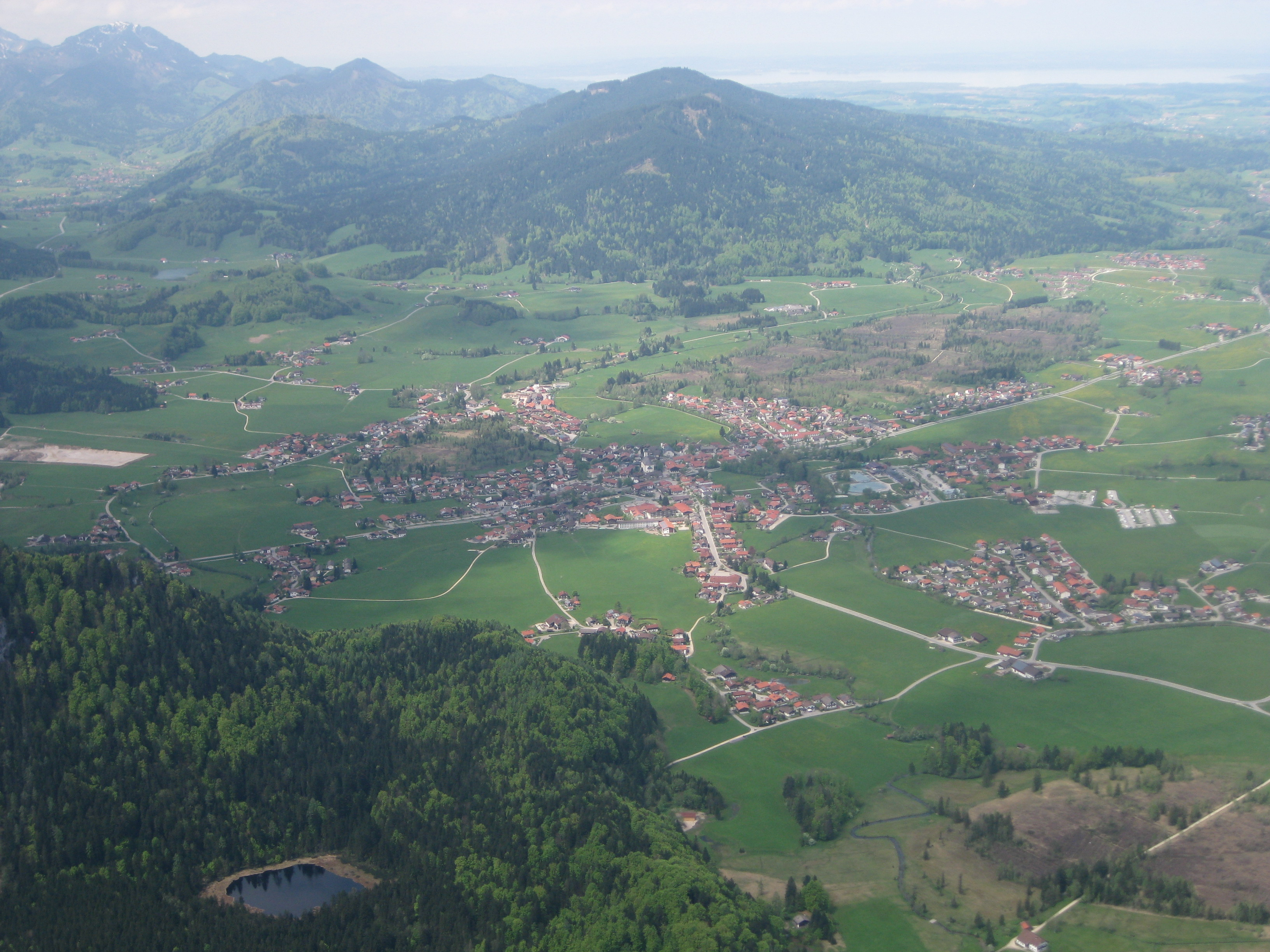
Blick vom Gruberhörndl nach Nordwesten über Inzell zum Zinnkopf, links daneben der Zeller Berg. Links im Hintergrund der Hochfelln, rechts der Chiemsee.

Geologisch ist der Zeller Berg ein Teil der Allgäu-Decke des Bajuvarikums, die in der Nähe der Rabenmoosalm die nördlich vorgelagerte Flyschzone überfährt. Der Gipfel selbst ist aus Hauptdolomit des Noriums aufgebaut. Das generelle Streichen der Strukturen ist Südost, bei gleichzeitigem Abtauchen in dieselbe Richtung. Die Deckenstirn und auch das Innere der Decke wird durch größere Nordnordwest-streichende Querbrüche rechtsversetzt.
Weitere, am Zeller Berg auftretende stratigraphische Einheiten neben dem Hauptdolomit sind die Raibler Schichten (mit Raibler Rauhwacke), die Kössen-Formation, die Unterjuragesteine der Unteren Allgäu-Formation, die Spatkalk-Schichten des Doggers, der Haßlberg-Kalk des Oberjuras und die Schrambach-Formation der Unterkreide.

### Struktureller Aufbau
Strukturell kann der Zeller Berg in drei Bereiche unterteilt werden: einen nördlichen Schuppenbereich, den zentralen Hauptdolomitrücken und die südlichen Muldenzüge. Im nördlichen Schuppenbereich überfährt steil nach Südwesten einfallender Hauptdolomit mit auflagernder Kössen-Formation die Flyschzone der Zinnkopf-Mulde mit der ihr vorgeschalteten Südlichen Aufbruchszone. An die Kössen-Formation steil aufgepresst folgt sodann eine Hauptdolomit-Mulde. Diese wird aber zum großen Teil von Hangschuttablagerungen verdeckt, nur ihr steil stehender Nordflügel erscheint am Nordwestrücken der Rabenmoosalm. Dieser nördliche Schuppenbereich wird seinerseits vom Zentralrücken überschoben. Auch hier folgt auf Hauptdolomit die Kössen-Formation. An diesen Zentralbereich wurden auf der Südseite des Zeller Bergs zwei Muldenzüge steil angepresst, die ihrerseits durch eine Überschiebung voneinander getrennt werden. Sie zeigen die Abfolge Kössen-Formation, Jura und Unterkreide. Der Südfuß des Berges wird dann von Moränenmaterial der Ferneismassen verdeckt.
Insgesamt ist im Bereich des Zeller Bergs die Allgäu-Decke an der Stirnfront des Bajuvarikums stark verschuppt (insbesondere in unmittelbarer Nähe der Hauptüberschiebung) und auch relativ engständig verfaltet.

### Eiszeiten

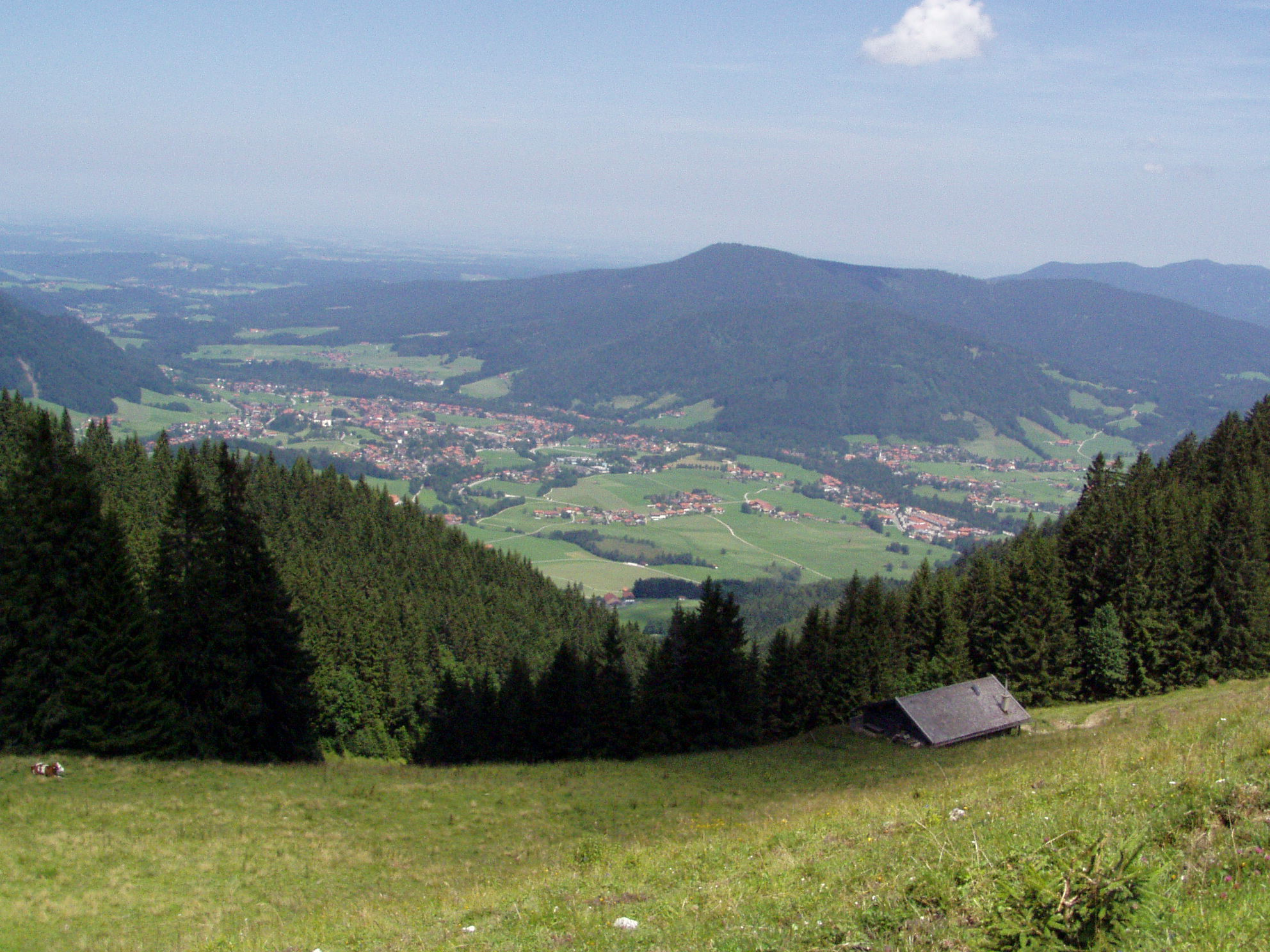
Blick von der Unternbergalm nach Nordost auf den Ruhpoldinger Talkessel, Zeller Berg und Zinnkopf. Rechts im Hintergrund der Teisenberg.

Der Zeller Berg wurde auf seiner Süd- und Westflanke während der letzten beiden Kaltzeiten von den Ferneismassen des Weißtraungletschers umströmt – wobei nach dem Stand der Endmoränen zu urteilen die Riß-Kaltzeit einschneidender als die Würm-Kaltzeit war. Der Weißtraungletscher bildete einen in Richtung Inzell fließenden Seitenast, der an der Ostseite des Zeller Bergs den einst kontinuierlichen Rücken zum Auer Berg (903 m) durchbrach. Moränenablagerungen umgürten den Bergfuß von Obereben bis Bojern. Laut Klaus Doben erreichten die Ferneismassen eine Höhe von 850 Meter südlich des Zeller Bergs und standen hier somit gut 150 Meter über Talhöhe.

### Holozän
Die intensive Erosionstätigkeit fließenden Wassers während des Holozäns führte am Zeller Berg zur Entstehung weitläufiger, maskierender Hangschuttfelder, insbesondere auf seiner Nordostseite. Ihre Anlage geht möglicherweise auch ins Würm-Spätglazial zurück. Die einzige durchhaltende Struktur ist der Zentralrücken aus relativ resistentem Hauptdolomit. Auch kleinere Schwemmkegel entstanden, so beispielsweise am Ausgang des Wiedmoosgrabens unterhalb von Bojern, am Ende des Brandler Bachs und an den beiden Gräben bei Leiten. Moorbildungen finden sich an der Rabenmoosalm, sowie am Windbach und seinen Seitenarmen (alles Anmoore). In der Nähe von Vordermiesenbach liegen zwei Niedermoore. Eine größere Rutschmasse ist nordwestlich von Untereben zu beobachten.

## Ökologie
Der Südostsektor des Zeller Bergs (Dreieck Hauptgipfel – Obereben – Leiten) bildet Teil eines Landschaftsschutzgebiets (mit der amtlichen Nummer LSG-00079.01 und der WDPA-ID 395501), das zwischen Zwing und Sichernau einen Landschaftsstreifen beiderseits der Deutschen Alpenstraße (B 305) unter Naturschutz stellt. Wertvolle Biotope (mit ID-Nummer) sind am Bergfuß ausgewiesen – für Bojern, Brandlberg, Brandl (Brandler Bach), Hadermarkt und nördlich von Zell. Auch das Landschaftsschutzgebiet besteht großteils aus wertvollen Biotopen.

## Photogalerie

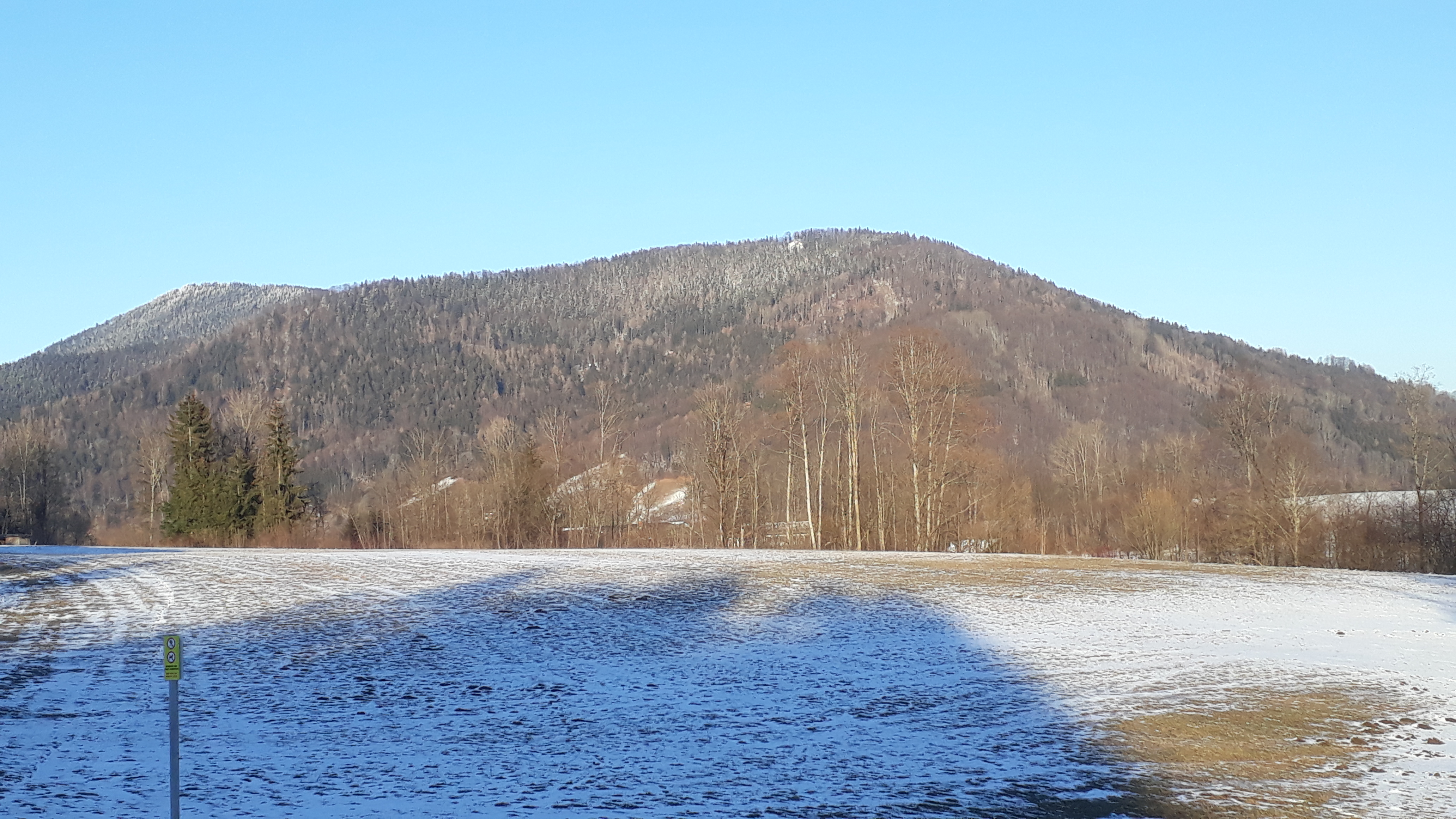
Der Zeller Berg gesehen aus südwestlicher Richtung von Brandstätt im Ruhpoldinger Talkessel. Hinten links der Zinnkopf.
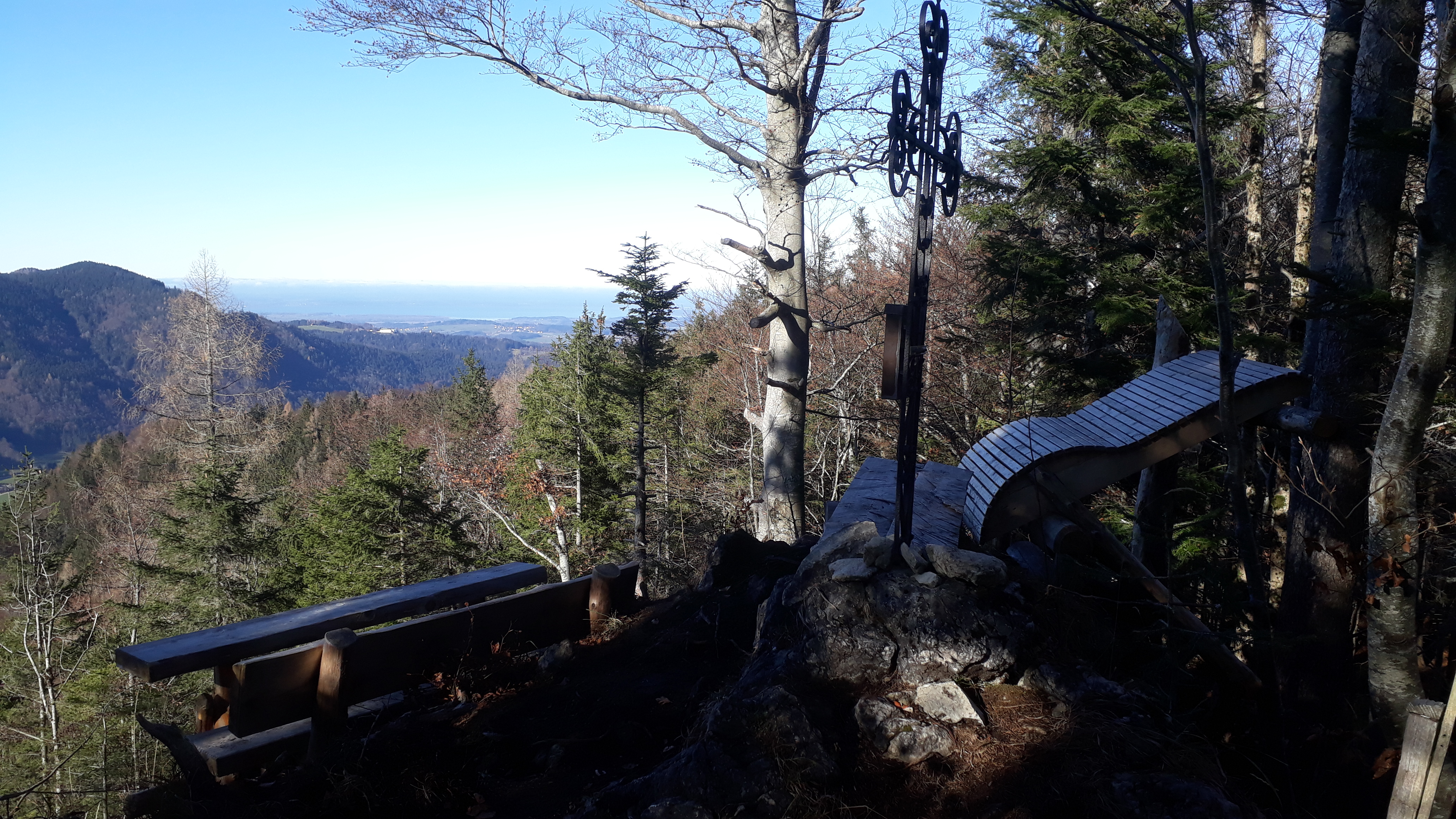
Der Gipfel des Zeller Bergs mit Gipfelkreuz. Blick nach Nordwesten in Richtung Chiemsee.
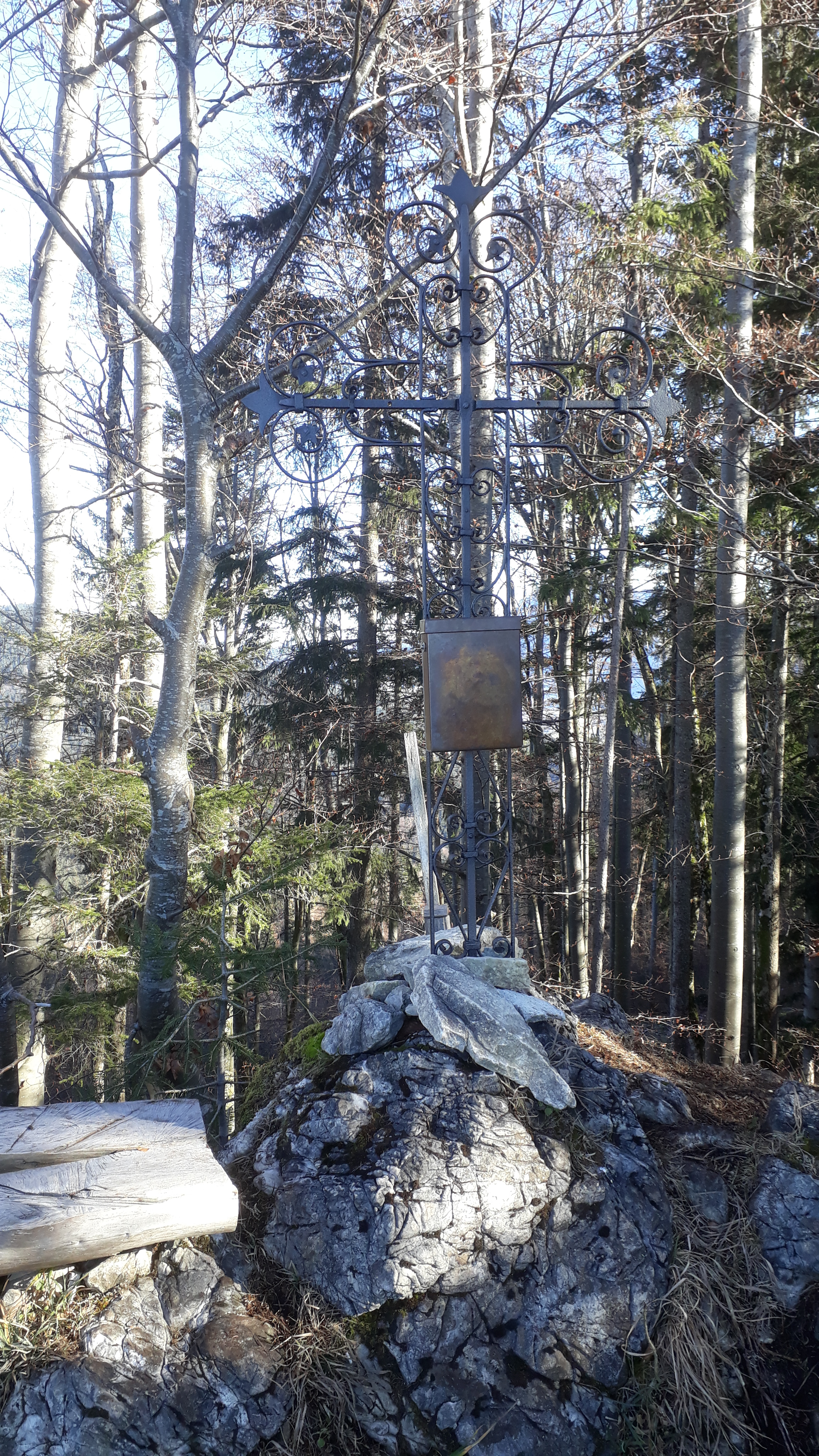
Schmiedeeisernes Gipfelkreuz auf Hauptdolomit der Allgäu-Decke.
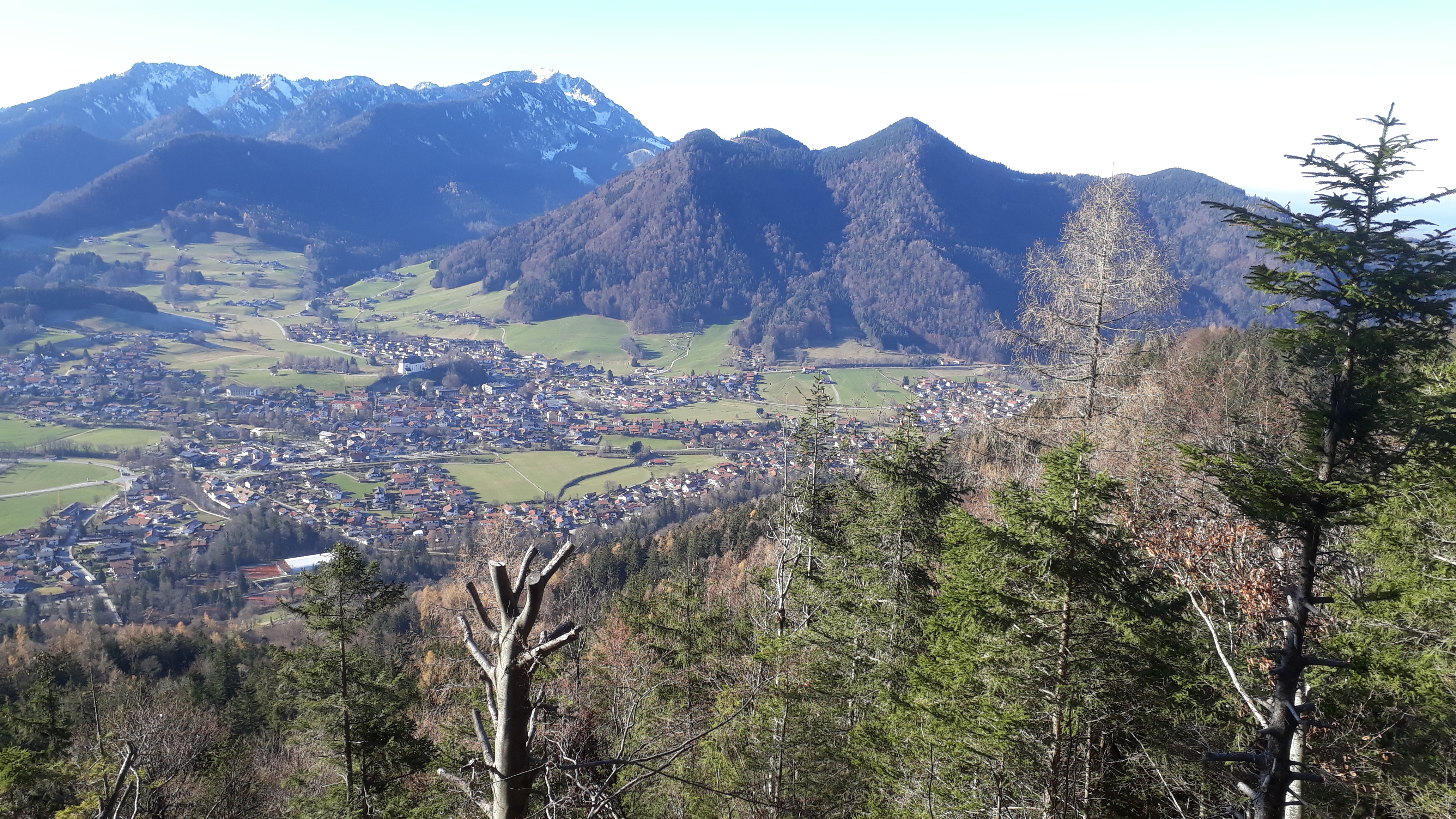
Blick vom Gipfel des Zeller Bergs nach Westnordwest. Im Vordergrund der Ruhpoldinger Talkessel, der Hochfelln (1674 m) dominiert den Hintergrund. Rechts die nordwestlichen Ruhpoldinger Berge (Westerberg etc.)
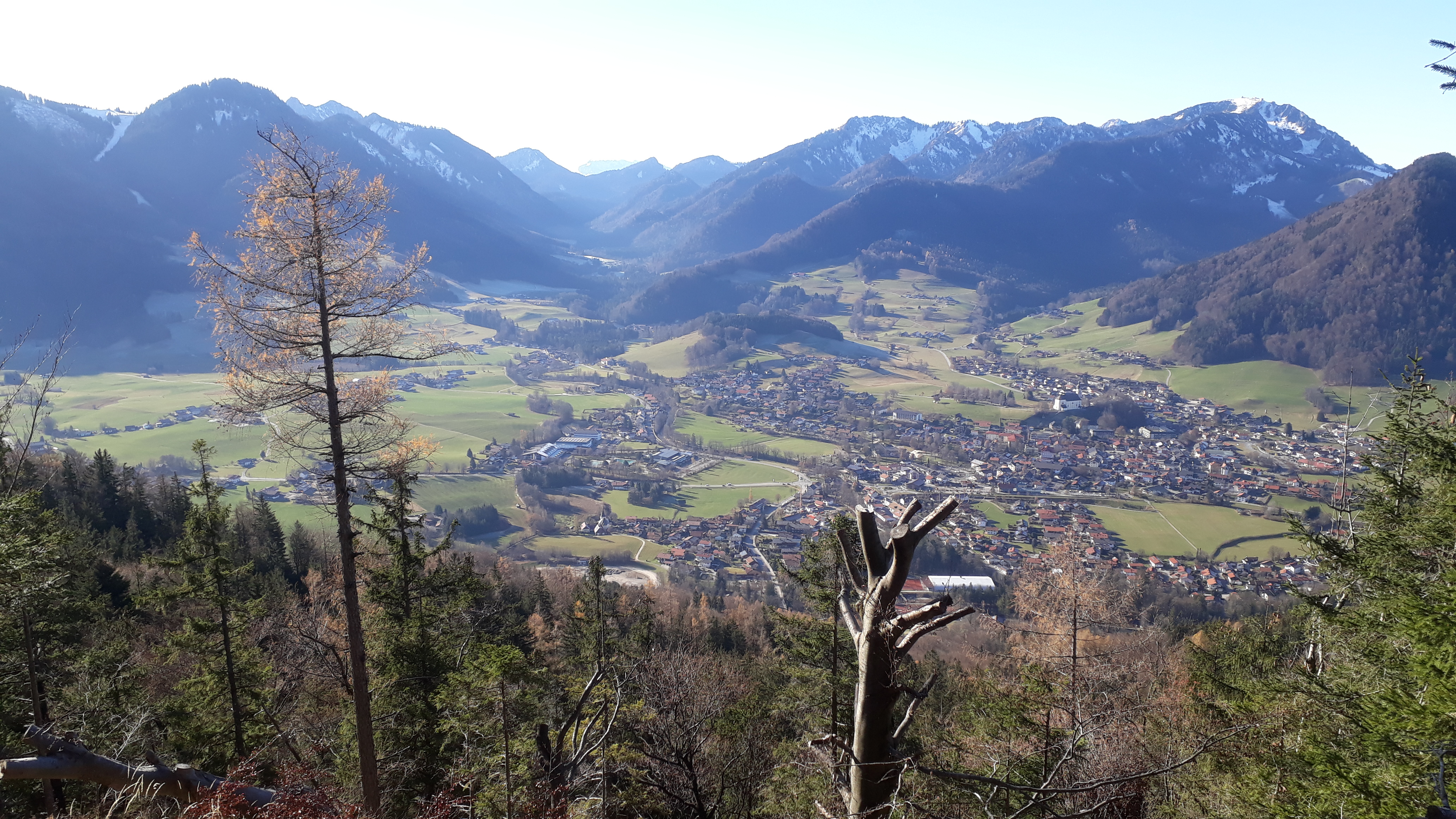
Gipfelblick nach Südwest ins Brander Tal. Im Vordergrund der Ruhpoldinger Talkessel mit Unternbergmassiv (links) und Hochfellnmassiv (rechts). Im Hintergrund ist der Zahme Kaiser zu erkennen und auch der Hochgern (1748 m) ragt gerade noch hervor.